# Râul Bidireasa
Râul Bidireasa este un curs de apă, afluent al râului Bistra. 

## Hărți
- Harta județului Mureș
- Harta munții Căliman  Arhivat în 11 octombrie 2008, la Wayback Machine.